# باشگاه فوتبال گراتس
باشگاه فوتبال گراتس (آلمانی: Grazer AK) یک باشگاه فوتبال در شهر گراتس، اتریش است.
این باشگاه که در سال ۱۹۰۲ تاسیس شده سابقه یک قهرمانی در بوندس‌لیگا اتریش و ۴ قهرمانی در جام حذفی فوتبال اتریش را در کارنامه دارد.